# Bean Blossom Covered Bridge
Le Bean Blossom Covered Bridge est un pont couvert américain dans le comté de Brown, dans l'Indiana. Ce pont routier permet à la Covered Bridge Road de franchir la Bean Blossom Creek. Il est inscrit au Registre national des lieux historiques depuis le 10 février 2022.